# Morph (Album)
Morph ist ein Jazzalbum von Whit Dickey mit dem Pianisten Matthew Shipp und dem Trompeter Nate Wooley. Die am 29. Juni (CD 1) und 27. März 2019 (CD 2) in den Park West Studios, Brooklyn entstandenen Aufnahmen erschienen am 12. Mai (Download) bzw. am 29. Mai 2020 auf ESP-Disk.

## Hintergrund
Morph ist Whit Dickeys dreizehnte Aufnahme als Leader seit seinem Debüt auf Matthew Shipps Alben Points und Circular Temple von 1992. Er hat außerdem dreizehn weitere Alben unter Shipps Leitung aufgenommen – insbesondere als Mitglied des Matthew Shipp Trio mit dem Bassisten Michael Bisio – sowie fünf mit ihm und Shipp als der Hälfte des David S. Ware Quartetts. Nicht zum ersten Mal arbeitete Dickey mit Matthew Shipp und Nate Wooley zusammen. Die beide spielten – zusammen mit Michael Bisio und dem Saxophonisten Ivo Perelman auf The Edge (2013), während Shipp und Wooley Perelman auch bei Philosopher's Stone (2017) unterstützten und später bei der Duo-Session What If? zusammenkamen.
Das Doppelalbum Morph besteht eigentlich aus zwei separaten Alben, die 2019 im Abstand von zwei Monaten für ESP-Disk aufgenommen wurden. Das erste mit dem Titel Reckoning, aufgenommen am 29. Juni, ist ein Duo mit seinem langjährigen Mitarbeiter, dem Pianisten Matthew Shipp. Das zweite, Pacific Noir, wurde am 27. März als Trio mit Shipp und dem Trompeter Nate Wooley aufgenommen.

## Titelliste

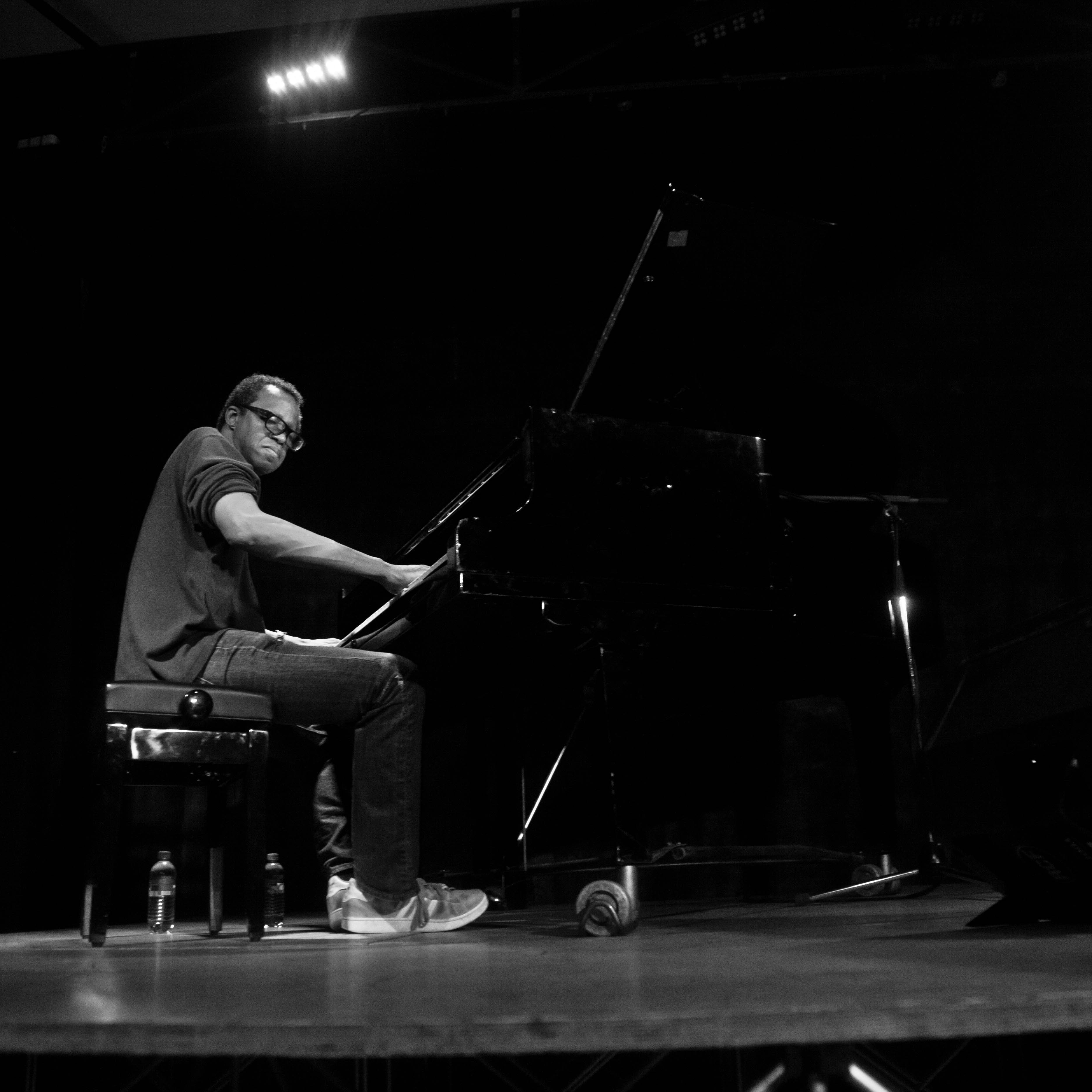
Matthew Shipp

- Whit Dickey: Morph (ESP-Disk ESP5026)[4]

### CD 1: Whit Dickey / Matthew Shipp Duo - Reckoning
1. Blue Threads 3:30
2. Reckoning 5:09
3. Dice 4:51
4. Thick 4:53
5. Helix 8:11
6. Steps 6:48
7. Morph 7:37
8. Firmament 4:32

### CD 2: Whit Dickey / Matthew Shipp / Nate Wooley Trio - Pacific Noir
1. Noir 1 5:09
2. Noir 2 4:45
3. Take The Wild Train 6:52
4. To Planet Earth 7:44
5. Epiphany 6:43
6. Pulse Morph 3:41
7. Space Trance 7:22
8. Noir 3 6:03
9. Noir 4 4:33

- Alle Kompositionen stammen von Whit Dickey.

## Rezeption
Thom Jurek zeichnete das Album im Allmusic mit 3½ Sternen aus und schrieb, der Schlagzeuger/Komponist Whit Dickey sei seit Anfang der 1990er-Jahre einer der überzeugendsten Künstler der Musikszene, egal ob er seine eigenen Gruppen führe oder Sideman zu einigen der kreativsten Talente des Jazz spiele. Aufgrund ihrer langen Verbindung sei die Intimität und Tiefe des Zusammenspiels zwischen Dickey und Shipp auf der ersten CD (Reckoning) ausgezeichnet. Die acht Stücke würden die weitreichende ästhetische Sichtweise des Schlagzeugers vermitteln. Was diese anspruchsvollen, aber äußerst erfreulichen Visionen auf Morph vereine und zusammenfüge, sei, so der Autor resümierend, nicht überraschend definiert durch Fantasie und beispiellose Fließfähigkeit. Whitey sei nicht nur ein empathischer, sondern auch ein motivierender Schlagzeuger. Während Morph nicht wirklich einfach zu hören sei, „ist es ebenso warm und einladend wie zum Nachdenken anregend.“

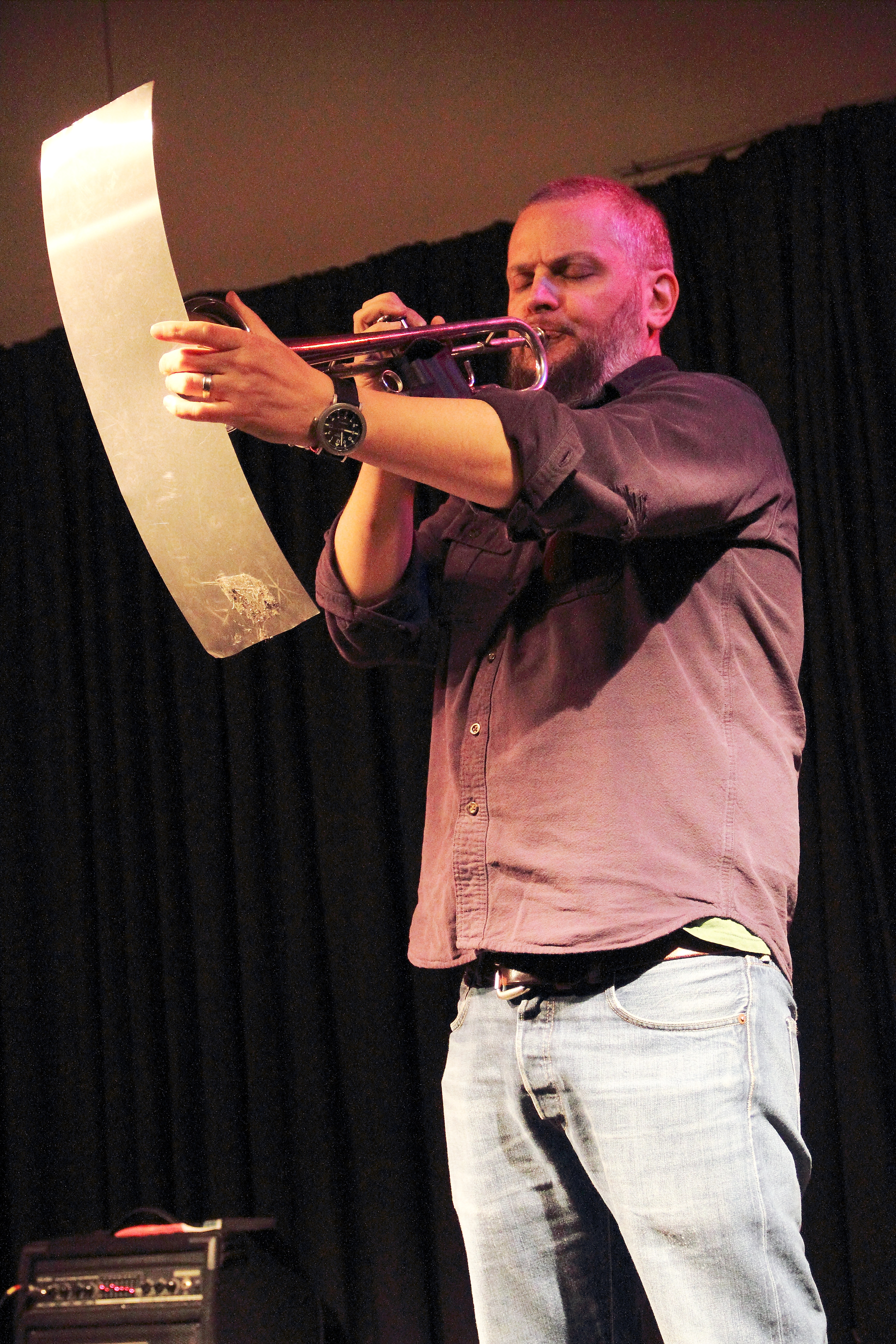
Nate Wooley im club W71, Weikersheim, 2017

S. Victor Aaron schrieb in Something Else!, Reckoning (dt. Abrechnung) bringe Whit Dickey zweifellos in eine vertraute Gesellschaft, aber ohne einen Mann wie den Bassisten Michael Bisio, der sonst die tiefen Töne verankere, behalte die Handlung ein gutes Maß an Spannungen. „Steps“ sei eine Leistung, die nur möglich werde, wenn man viele Jahre zusammen spielt, vor allem, wie die beiden Musiker die Dichte und das Tempo im laufenden Betrieb ändern und dies mit Eleganz tun. Für Pacific Noir passe sich Shipps Rolle an Nate Wooley an, dessen Trompete auf „Noir 1“ verletzlich und farbenfroh klinge. Vergleichbar mit der Shipp-Dickey-Affinität, die während der gesamten Aufnahme zu hören sei, „ist die Art von Geistesverwandtschaft“, die sich zwischen Wooley und Dickey im ersten Teil von „Take the Wild Train“ offenbare. Whit Dickeys Denkweise spiele auf höchstem Niveau, unabhängig von den Umständen, resümiert Aaron: „Morph gibt ESP-Disk eine weitere Qualitätsergänzung zu seinem sagenumwobenen Katalog.“
Paul Semel notierte, obwohl die Reckoning-CD von Morph klanglich vielleicht allgegenwärtig sei, werde sie durch das unverwechselbare Klavierspiel von Matthew Shipp und das stets schmeichelhafte Trommeln von Whit Dickey zusammengehalten. Gleiches gelte auch für die zweite Scheibe von Morph, Pacific Noir. Diese füge zwar die Trompetentöne von Nate Wooley hinzu, habe aber auch einen trügerischen Streuschuss-Ansatz, der durch Matthew Shipps Klavierspiel und Whit Dickeys Trommeln zusammengehalten werde. Morph wäre nicht jedermanns Sache, selbst wenn dies normale Zeiten wären, resümiert der Autor. Egal, ob man mit Vollgas in den Free Jazz („Helix“, „Noir 1“), den angrenzenden freien Spielweisen („Morph“, „To Planet Earth“) oder relativ sanft, aber immer noch locker und perkussiv („Noir 2“) spiele, sei dies keine Musik für Leute, die es einfach oder eingängig mögen oder gestresst sind.